# Estudio (música)

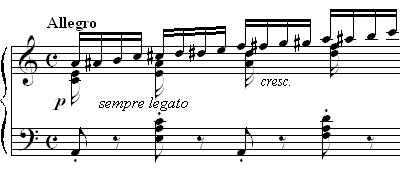
Estudio Op. 10, n.º 2 de Chopin: una rápida escala cromática en la mano derecha se utiliza para desarrollar los dedos más débiles de esa mano.

Un estudio (a menudo denominado étude del  francés) es una composición musical instrumental, generalmente breve, concebida con el doble propósito de perfeccionar técnicas extendidas y, en muchos casos, de ofrecer una experiencia artística significativa. Aunque su finalidad principal es pedagógica, los estudios han evolucionado desde ejercicios puramente técnicos hasta convertirse en piezas que combinan virtuosismo con un alto valor estético.
Diseñados para un  instrumento solista, los estudios presentan pasajes de dificultad considerable, enfocados en desarrollar destrezas específicas como escalas rápidas, arpegios complejos, cambios de posición, técnicas de arco, digitación, o dinámicas avanzadas, dependiendo del instrumento para el que estén escritos. Por ello, son fundamentales en la formación de músicos, especialmente en los niveles avanzados.
En la música clásica, compositores como Carl Czerny, Frédéric Chopin y Franz Liszt transformaron el estudio en una forma musical con relevancia artística. Los estudios de Chopin, por ejemplo, no solo representan desafíos técnicos, sino que también son obras maestras de gran profundidad expresiva, apreciadas tanto por estudiantes como por intérpretes profesionales de piano. Por ejemplo, el Estudio Op. 25 n.º 6 de Frédéric Chopin ejercita al pianista en tocar rápidamente intervalos de tercera cromáticos, el Op. 25 n.º 7 enfatiza el lograr una melodía cantable en una textura polifónica; y el Op. 25 n.º 10 aborda las octavas paralelas. Del mismo modo, Liszt elevó el género a un nivel de espectacularidad y virtuosismo que marcó un hito en el repertorio pianístico.
En otros instrumentos, como el violín o la guitarra, compositores como Niccolò Paganini y Fernando Sor también han contribuido al desarrollo del estudio, escribiendo piezas que exploran las capacidades técnicas y sonoras únicas de cada instrumento.
Además de su rol en la pedagogía musical, muchos estudios han trascendido su objetivo educativo y son interpretados regularmente en conciertos, siendo considerados obras clave del repertorio clásico. Esta dualidad entre lo técnico y lo artístico es lo que convierte al estudio en una forma única dentro de la música instrumental.

## Historia

### Precursor del Estudio
Las piezas para piano que, sin designarse explícitamente como estudio, tienen la función de estudio para determinados problemas técnicos y/o musicales, existen casi desde los inicios de la música pianística. Así escribió Oscar Bie sobre la música para piano de Johann Sebastian Bach :
“Es [nota: el estudio se refiere aquí] está ahí en nuce con Bach, se ha desarrollado a medias del tema, solo la perspectiva cambia con el tiempo. En una Inventio o Sinfonia de Bach, un motivo se procesa según las leyes libres de la imitación , se utiliza para todas las voces, para todos los dedos. En un preludio sobre algún tema básico, en una fuga con su estricto código de sucesión canónica, sólo sucede lo mismo: se explota el motivo mismo.” 
A diferencia de la mayoría de las piezas posteriores, que se denominaron explícitamente estudios , el valor del ejercicio técnico aún no está claramente separado de la expresión musical prevista.
“Bach escribió algunos de sus Preludios con fines educativos, pero aún no los compuso estrictamente para su pleno uso práctico. Así como en teoría lo musical y lo mecánico no se mantienen claramente separados, las piezas son mitad una fuente de música y mitad sólo una ayuda para la enseñanza. Lo mecánico tuvo que emanciparse primero antes de que se definiera el concepto de estudio.” 
En el siglo XVIII, se crearon las llamadas piezas de mano para piano: según Daniel Gottlob Türk, las piezas de mano eran "allegros cortos, andantes y similares, así como minuetos, polonesas, etc., fáciles y bien escritos". para lecciones de piano, que deben complementar los ejercicios puramente técnicos. Los profesores de piano escribieron estas piezas de mano directamente para las necesidades de sus alumnos y, por lo tanto, solo se publicaron en pequeña medida porque, según Türk, "un compositor de reputación no toca fácilmente con ellas".

### SigloXIX
Los estudios musicales han sido compuestos desde el siglo XIX, sobre todo por Carl Czerny, pero fue Chopin quien transformó el estudio en un género musical importante. Los estudios pueden estar en distintas formas y a veces están agrupados en esquemas más largos — los Estudios sinfónicos de Robert Schumann lleva el título en su segunda versión Études en forme de Variations. 
También han sido escritos estudios para otros instrumentos, por ejemplos los estudios para violín de Rodolphe Kreutzer y los estudios para guitarra de Villa-Lobos.
Los estudios que son más ampliamente admirados son aquellos que trascienden su función práctica y son apreciados simplemente por su música. Por ejemplo, los Estudios de Chopin son considerados no solo técnicamente difíciles, sino también musicalmente muy poderosos y expresivos. Sin embargo Czerny tiene estudios muy poco conocidos que presentan una dificultad superior a los estudios de Chopin; grandes ejemplos de esto son los Op. 365, Op. 692, Op. 756, Op. 335, y Op. 409 por mencionar solo algunos, y aunque la mayoría de las veces muchos pianistas dicen que los estudios de Czerny son considerados generalmente solo como técnicamente difíciles se debe a que solo conocen los Op.740, Op. 299, y Op. 849, y desconocen totalmente los Op. 365, 692, 335, 756, y 409[cita requerida] los cuales presentan más musicalidad que otros estudios hechos por Czerny.
Un caso extremo se encuentra en estudios que a duras penas podrían considerarse música, estando compuestos de figuras repetitivas que se desean solo como un ejercicio físico. De estos, los más conocidos son aquellos de The Virtuoso Pianist de Charles-Louis Hanon (1873). 
No obstante, los Estudios trascendentales o Études d'exécution transcendante de Liszt son excepcionalmente dificultosos y requieren de una excelente técnica, de hecho, son de los más difíciles de toda la música clásica. Entre ellos destacan el número 5 y el 12 "Chasse neige". Además, hay que añadir que estos estudios poseen una belleza musical y lírica destacable, es decir, no solo sirven para la práctica técnica sino que pueden ser interpretados en salas de conciertos.
Algunos maestros arguyen que los estudios que no son musicales y solo sirven para desarrollar los dedos no tienen ningún valor, e incluso pueden ser dañinos. Abby Whiteside es un ejemplo de educadora que ha invocado el total abandono de los ejercicios del tipo que hicieron Hanon y Czerny. Implícita está en esta postura la afirmación que los estudios de Czerny no tienen valor estético, lo cual debe ser demostrado.
El siglo XIX también fue testigo de una serie de colecciones de estudios que fueron escritos para instrumentos distintos del piano. Los Estudios para violín de Rodolphe Kreutzer, Federigo Fiorillo y otros; así como Estudios para violonchelo de Friedrich Dotzauer y Friedrich Grützmacher, algunos de los cuales se siguen utilizando como herramientas de enseñanza musical en la actualidad.

### Violonchelo
Aunque no se conoce una fecha concreta de composición, el violonchelista y compositor Friedrich Dotzauer compuso un conjunto de 113 estudios durante el siglo XIX, 113 Estudios para violonchelo solo. Dotzauer compuso música muy variada, desde óperas y sinfonías hasta piezas de cámara. La mayor parte de su música ha caído en el olvido, a excepción de sus 113 estudios. Los dos primeros volúmenes (estudios 1-62) son para intérpretes intermedios, mientras que los dos últimos (estudios 63-113) son para intérpretes avanzados.
Friedrich Grützmacher compuso varias obras para grupos instrumentales más pequeños, así como un libro de estudios para violonchelo solo, 24 Etudes for Cello. El libro está dividido en dos volúmenes, cada uno con 12 estudios. El primer volumen es generalmente para intérpretes intermedios, ya que no implica el uso de la posición del pulgar, mientras que el segundo volumen, que incluye el uso de la posición del pulgar, así como otras técnicas avanzadas, es para intérpretes más avanzados. Los últimos estudios de este libro son en su mayoría una muestra de virtuosismo, como los dobles armónicos artificiales y el pizzicato fuera de mano.
Grützmacher también compuso un conjunto de 12 estudios titulados Elite-Etüden. Cada estudio de este libro fue compuesto en el estilo de un violonchelista famoso, normalmente destacando alguna técnica por la que el violonchelista era famoso o su estilo único de tocar. Algunos de estos violonchelistas son Bernhard Romberg, Luigi Boccherini y Jean-Louis Duport.
Sebastian Lee fue violonchelista y compuso varias obras para violonchelo. En 1842, compuso su propio libro de estudios: Cuarenta estudios melódicos y progresivos para violonchelo. Sebastian Lee era conocido sobre todo como intérprete virtuoso y menos como profesor; no enseñó directamente a nadie los estudios de este libro. Lee desaconsejaba mantener la mano en una posición estrictamente bloqueada al tocar usando el pulgar y sugería mantener el pulgar móvil y libre, que es como tocan habitualmente los violonchelistas hoy en día.>.
Lee fue un compositor bastante prolífico de estudios para violonchelo. Aparte de sus Cuarenta estudios melódicos y progresivos para violonchelo mencionados anteriormente, también compuso 50 Etüden für den Anfang (Primeros pasos para tocar el violonchelo), 40 leichte Etüden in der ersten Lage (40 Easy Etudes for Cello), 12 Études mélodiques (12 Estudios melódicos), entre otros conjuntos de estudios más pequeños.

## SigloXX
A principios del siglo XX se publicaron varias colecciones importantes de estudios. Los Études para piano de Claude Debussy (1915) se ajustan a la regla de "una faceta de la técnica por pieza", pero exhiben estructuras poco ortodoxas con muchos contrastes agudos, y muchos se concentran en sonoridades y timbres peculiares del piano, más que en puntos técnicos. Los 53 Estudios sobre los estudios de Chopin] de Leopold Godowsky (1894-1914) se basan en los estudios de Chopin: Los añadidos y cambios de Godowsky elevaron la música de Chopin a nuevos niveles de dificultad desconocidos hasta entonces. Otros estudios importantes de este periodo incluyen los virtuosos 12 estudios para guitarra de Heitor Villa-Lobos (1929) y piezas de compositores rusos: Serguéi Rajmáninov's Études-Tableaux] (1911, 1917) y varias colecciones de Alexander Scriabin (todas para piano).
A mediados de siglo, la antigua tradición de los estudios se había abandonado en gran medida. Los Quatre études de rythme] ("Cuatro estudios de ritmo", 1949-50) de Olivier Messiaen no eran composiciones didácticas, sino experimentos con escalas de duraciones, así como con dinámica, figuraciones, coloración y tonos. Los estudios de John Cage -Études Australes (1974-75) para piano, Études Boreales (1978) para violonchelo y/o piano y Freeman Études (1977-80, 1989-90) para violín - son piezas indeterminadas basadas en cartas astrales y algunas de las obras más difíciles del repertorio. Los tres libros de Études de György Ligeti (1985, 1988-94, 1995) quizá sean los más cercanos a la antigua tradición, ya que también se centran en una técnica concreta. Los 100 Estudios trascendentales de Kaikhosru Shapurji Sorabji (1940-44), que toman a Godowsky y Liszt como punto de partida, se centran con frecuencia en elementos técnicos concretos, así como en diversas dificultades rítmicas. William Bolcom fue galardonado con el Premio Pulitzer por sus Doce nuevos estudios para piano en 1988.

### Violonchelo
De todos los estudios para violonchelo que se han hecho, el conjunto de 40 estudios, Hohe Schule des Violoncello-Spiels («Alta Escuela de Violonchelo»), escrito por el violonchelista y compositor David Popper es posiblemente el más conocido y utilizado. Popper se reunió con muchos de los compositores famosos de la época, como Wagner, Berlioz y Liszt, para hacer estudios que ayudaran a los violonchelistas a tocar no sólo material solista, sino también material orquestal. El decimonoveno étude, por ejemplo, lleva el subtítulo de «Etude de Lohengrin», ya que está escrito con música del tercer acto, escena tercera de Lohengrin (ópera) de Wagner. 
Tras la creación de su libro High School of Cello Playing, Popper creó dos conjuntos más de estudios dirigidos a un público más principiante e intermedio. El primero, Zehn mittelschwere grosse Etüden; Als Vorstudien zur «Hohen Schule des Violoncellspieles» (10 estudios preparatorios para la «Alta Escuela de Violonchelo»), se publicó un año después. Este conjunto de 10 estudios estaba dirigido a intérpretes de nivel intermedio, para que los estudiaran antes de trabajar en el libro más avanzado High School of Cello Playing. Aproximadamente cinco años después, Popper publicó su último conjunto de estudios, 15 Leichte Etüden in der ersten Lage (15 Easy Etudes in the First Position). Como indica el título, este conjunto de estudios fue escrito para que el intérprete pudiera permanecer en first position, lo que lo hace mucho más accesible para los principiantes. 